# Chris Tates
Chris Tates (Zaandam, 3 februari 1962) is een Nederlands acteur. Hij speelde in diverse film en series, waaronder Gameboy, Casa Coco en Onderweg naar Morgen.

## Carrière
Chris Tates speelde al jaren in het theater, onder andere bij het Theater van het Oosten en Tejater Teneeter ,voordat hij doorbrak als acteur in films en op televisie. Hij speelde rollen in de film Ellis in Glamourland en televisieseries als Onderweg naar Morgen en Rozengeur & Wodka Lime. In het theater speelde hij in 2005 de rol van Clifford Bradshaw in de musical Cabaret met naast zich onder anderen Ara Halici en Pia Douwes. De voorstelling was uitsluitend in Theater Carré in Amsterdam te zien.
Vanaf 5 januari 2006 speelde hij de rol van Nick van Dam in de AVRO-serie Spoorloos verdwenen.
In 2006 nam hij deel aan Wie is de Mol?.
Begin 2010 was Tates te zien in de Brabantse regiosoap Wolfseinde. Hij was een van de deelnemers aan het eerste seizoen van de remake van het televisieprogramma Fort Boyard in 2011. 
In 2017 speelde hij de hoofdrol in de Musical My Fair Lady (Higgins).

## Filmografie

### Film
- 1992: Survival - Robert
- 1993: Oeroeg
- 1999: Dichter op de zeedijk
- 2003: Long Distance - Ambulancebroeder
- 2003: The Nightmare Collection Volume 1 - Man
- 2004: Ellis in Glamourland - Gijs
- 2004: Ocean's Twelve - Pauls partner
- 2004: Mon ange - Camionneur
- 2008: Ver van familie - Thomas
- 2012: Sint & Diego: De Magische Bron van Myra - Generaal
- 2012: De groeten van Mike!
- 2014: Gameboy - vader van Daan
- 2017: Misfit - Houtkamp
- 2019: De brief voor Sinterklaas - Hugo Hogepief
- 2020: De Grote Sinterklaasfilm - Hugo Hogepief
- 2021: Boys Feels: I Love Trouble - vader van Daan
- 2021: De Grote Sinterklaasfilm: Trammelant in Spanje - Hugo Hogepief
- 2022: De Grote Sinterklaasfilm: Gespuis in de speelgoedkluis - Hugo Hogepief
- 2022: De Kleine Grote Sinterklaasfilm - Hugo Hogepief
- 2022: Casa Coco - als Hugo
- 2022: De Tatta's - als Gerben
- 2023: De Grote Sinterklaasfilm en de strijd om pakjesavond - Hugo Hogepief
- 2024: De Grote Sinterklaasfilm: Stampij in de bakkerij - Hugo Hogepief

### Televisie
- SamSam (2001) - Jan-Willem (gastrol)
- Rozengeur & Wodka Lime (2001-2006) - Adriaan Schwartz (2001-2002, 2004)
- Onderweg naar Morgen (1994-2010) - Arjo Vroman (2005)
- Spoorloos verdwenen (2006-2008) - Nick van Dam (2006-2007)
- Toen was geluk heel gewoon (2007) - Maarten Polderman, afl. Maarten
- Julia's Tango (2007-2008) - Erik Hoogland (2007-2008)
- Goede tijden, slechte tijden (1990-) - Bas Nicolai (2008)
- Baantjer (1995-2006), afl. "De Cock en de taximoord" (1997) - Toon IJf
- Baantjer (1995-2006), afl. "De Cock en de moord met een swing" (2003) - Harry Koolhoven
- Het Imperium (2010) - Alex Salverda (2010)
- Meiden van de Herengracht (2015-) - Robert Weesenbeek (2015-)
- Overspel seizoen 3 (Van Coevorden)
- De Slet van 6VWO (2021) -  Frank Voorthuizen
- Meisje van plezier (2020)
- Westenwind - Godfried van Haveren (11 afleveringen, 2001-2002)

### Computerspel
- Heavy Rain (2010) - Ethan Mars

## Theater (beknopt)
- 2025-heden: '40-'45 (Nederlandse musical) - Anton Mussert, alternate Leon
- 2024: Je Anne - Otto Frank
- 2019-2020: Verliefd op Ibiza - Lex
- 2017-2018: My Fair Lady (musical) - Professor Higgins
- 2017: Twee vrouwen
- 2016-2017: Indecent Proposal
- 2016: Ventoux
- 2015: Liefde Levenslang
- 2014-2015: Heerlijk duurt het langst - Ido
- 2012-2013: Haar naam was Sarah
- 2011-2012: De eetclub
- 2007-2008: Dirty Dancing (musical) - Dr. Jake Houseman
- 2005-2006: Cabaret (musical) - Clifford Bradshaw